# Zinkenite
La zinkenite è un minerale.

## Abito cristallino
Aciculare, prismatico, compatto.

## Origine e giacitura
Il minerale ha origine in vene idrotermali. Il minerale si trova in alcuni giacimenti di metalli associato ad antimonite, boulangerite, semseyite ed altri solfuri di piombo ed antimonio.

## Forma in cui si presenta in natura

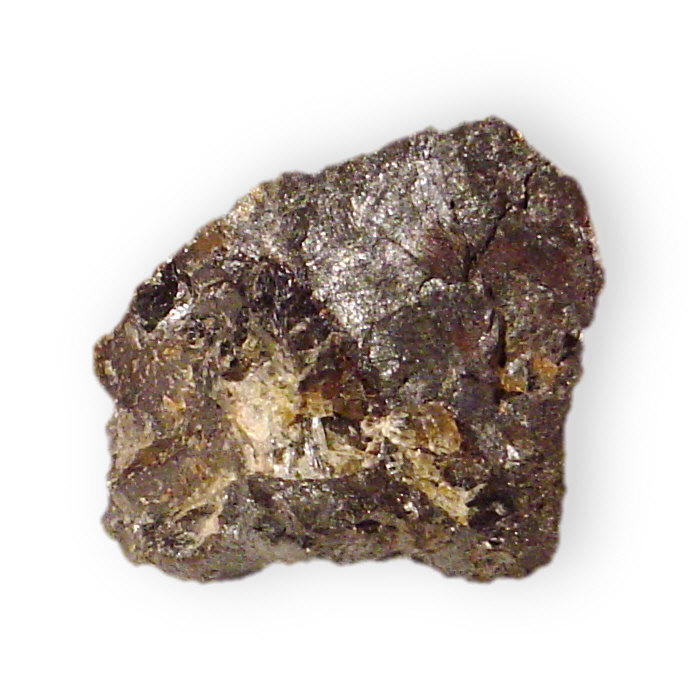
Cristalli di zinkenite

I cristalli sono molto rari, i campioni del minerale sonogeneralmente compatti, spesso composti di fibre o aggregati di cristalli esili molto lunghi.

## Caratteristiche chimico-fisiche
Il minerale è solubile in acido cloridrico caldo.
Indice fermioni: 0,07
Indice bosoni: 0,93
Peso molecolare: 5890,07 grammomolecole.
Indici di fotoelettricità:
- PE= 722,21 barn/elettroni
- ρ densità elettroni = 3340,56 barn/cc

GRapi = 0 (non radioattivo)

## Luoghi di ritrovamento
Il minerale è associato ad altri rari solfuri a Wolfberg nell'Harz; Bräunsdorf presso Freiberg in Sassonia; Adlersbach e Hausach nella valle di Kinzig, nella Foresta Nera (Germania); Kutná Hora in Boemia (Repubblica Ceca); Sacaramb (Romania). In Italia il minerale è stato trovato nel marmo di Carrara. Fuori dall'Europa è stato trovato associata a stannite e andorite VI ad Oruro (Bolivia).